# Executive Airlines
Executive Airlines war eine puerto-ricanische Fluggesellschaft mit Sitz in Carolina und Tochterunternehmen der AMR Corporation mit dem Erscheinungsbild von American Eagle. Die Flotte bestand aus zwölf ATR 72-200.